# Biale
Der Biale, auch: Biale Kangri, ist ein 6772 m hoher Berg im Karakorum.

## Lage
Er liegt nördlich des Baltoro-Gletschers und zählt zum Baltoro Muztagh. Von seiner Südseite fließt der Biale-Gletscher zum Baltoro. Im Norden nähren sich Dunge- und Muztagh-Gletscher, die nach Westen und Süden beziehungsweise Osten und Süden ebenfalls dem Baltoro zufließen. Die chinesisch-pakistanische Grenze verläuft nördlich dieser beiden Gletscher, der Biale liegt also vollständig in Pakistan. Nachbarn des Biale sind die Berge der Trango-Türme, die auf der Westseite des Dungegletschers liegen, sowie der Muztagh Tower östlich des Muztagh-Gletschers. Dahinter liegen die 8000er des Karakorums, der K2 und die Berge der Gasherbrum-Gruppe. Dem Biale gegenüber auf der Südseite des Baltoros liegt der Lagerplatz Urdokas, dahinter ragt der Masherbrum empor. Nördlich des Biale ermöglicht der östliche Muztagh-Pass einen Übergang vom pakistanischen Baltorogebiet zum Sarpo-Laggo-Gletscher auf der chinesischen Nordseite des Baltoro Muztagh.

## Besteigungsgeschichte
Der Biale wurde von einer japanischen Expedition im Jahr 1977 erstbestiegen. Am 22. Juli erreichten Fumiyoshi Shigematsu, Tokiyoshi Kimura, Mikio Hamada und Tadanori Ochiai den Gipfel. 
Am 24. Juli folgten ihnen Masaki Aoki und Chitose Okada auf den Gipfel.